# Asesinato de Heather Rich
Heather Rose Rich (Duncan, Oklahoma; 19 de enero de 1980 - condado de Montague, Texas; 3 de octubre de 1996) fue una joven estadounidense asesinada en 1996 por tres adolescentes. Tras el hallazgo de su cadáver, una investigación condujo al juicio y la condena de los tres autores.
Acosada por una serie de acontecimientos negativos en su vida, Heather Rich comenzó a comportarse de forma rebelde, bebiendo alcohol en la escuela, consumiendo drogas ilegales y autolesionándose. Tras una discusión familiar, Rich se marchó de casa antes de medianoche el 2 de octubre de 1996 para encontrarse con el adolescente local Joshua Bagwell en su primera cita. Bagwell, un joven indisciplinado de 17 años, provenía de una familia adinerada de Waurikan y disfrutaba del estatus social que le proporcionaba su riqueza. Esa noche lo acompañaban Curtis Gambill, un joven de 19 años que había abandonado la escuela secundaria, y Randy Wood, de 17 años, futuro rey del baile de graduación. Los tres chicos emborracharon a Rich hasta que quedó inconsciente; luego, tras violarla, la llevaron a un puente del condado de Montague en Texas, le dispararon nueve veces y arrojaron su cuerpo al arroyo que había debajo.
El cuerpo de Rich fue encontrado e identificado el 10 de octubre, y los investigadores del condado de Montague (Texas), del condado de Jefferson (Oklahoma), del FBI y de la División de Rangers de Texas colaboraron para encontrar a los asesinos de Rich. En las dos semanas posteriores al hallazgo del cuerpo, las fuerzas del orden descubrieron pruebas forenses que vinculaban a Bagwell y Gambill con el arma homicida. Tras la detención de los tres el 24 de octubre, Gambill y Wood dieron versiones diferentes del asesinato de Heather, mientras que Bagwell ejerció su derecho a guardar silencio.
El fiscal del condado de Montague juzgó primero a Gambill; a cambio de que admitiera ser el autor material del crimen y testificara contra Bagwell, que contaba con una buena defensa, el fiscal no solicitó la pena capital. Sin embargo, en el juicio posterior contra Bagwell, Gambill renegó de su acuerdo con la fiscalía y señaló a Wood como el autor del disparo. Wood renunció entonces a su propio acuerdo de culpabilidad y testificó contra Bagwell, exponiéndose a la pena capital para evitar que su testimonio se viera empañado por la apariencia de un trato favorable. Bagwell fue declarado culpable, al igual que Wood cuando llegó su propio juicio.

## Antecedentes

### Heather Rich
Nacida el 19 de enero de 1980, Heather Rose Rich era la tercera hija de Gail y Duane Rich, quienes se mudaron a Waurika (Oklahoma) en 1974. Los Rich eligieron Waurika por su carácter aislado, ya que les recordaba a su ciudad natal, Elgin, un «lugar donde los niños no podían meterse en demasiados problemas porque no había muchos problemas en los que meterse». Sin embargo, Heather Rich se rebeló contra la monotonía de Waurika, una ciudad de 2 158 habitantes en el año 2000.
En el instituto Waurika High School, Rich era animadora, fue elegida «la favorita de los estudiantes de segundo año», fue nominada para reina del baile y era una estudiante brillante. Fuera del instituto, Rich y otros jóvenes de Waurika solían pasar las tardes y las noches recorriendo Main Street, bebiendo alcohol, haciendo hogueras y fumando cigarrillos, cannabis y/o metanfetamina. Una de las amigas íntimas de Rich la describiría más tarde como «muy problemática» bajo su fachada de exuberancia, y la madre de Rich lamentaría más tarde no haber tenido tiempo para investigar a los amigos de su hija.
Rich era conocida por «disfrutar de la atención de los chicos»; su madre citaría más tarde a su hija, a quien le gustaba decir: «Si lo tienes, presúmelo». Gail Rich opinaba que Heather no era consciente del efecto que causaba en los hombres, ya que había visto a adultos de cuarenta años coquetear con la adolescente. Los padres de Rich restringieron su prerrogativa de salir con chicos, lo que llevó a la adolescente a quejarse de ser supuestamente la única virgen de su escuela. El verano antes de empezar octavo curso, Rich comenzó a purgarse porque «a los chicos les gustaba su figura y ella estaba decidida a mantenerse en la talla 2».
En casa, Rich se volvió «malhumorada y retraída» y comenzó a autolesionarse. Cuando su padre estuvo a punto de morir en el trabajo, su madre comenzó a trabajar muchas horas para compensar la pérdida de ingresos familiares. Como resultado, la responsabilidad de cuidar de su padre y realizar las tareas domésticas recayó en gran medida sobre Rich. A las pocas semanas de comenzar el curso académico 1996-1997, el novio de Rich, el eventual agresor Randy Wood, terminó su relación debido al rumor de que Rich se había bañado desnuda en una fiesta mixta; Pamela Colloff, de la revista Texas Monthly, describió esta ruptura como algo que «conmocionó profundamente» a Rich. Poco después, Rich comenzó a consumir metanfetamina. Luego, menos de una semana después de su ruptura, un conocido de Rich, Wood, Bagwell y Gambill, Dennis Wayne Goss, de veinte años, se suicidó con un arma de fuego. La madre de Rich describió a su hija durante esta época como alguien con «un brillo, un resplandor en los ojos». En el partido de fútbol americano del viernes 27 de septiembre, Rich animó a su equipo en estado de embriaguez, lo que le valió una suspensión de tres días y la posibilidad de ser expulsada del programa de animadoras de la escuela. Preocupados por su hija, los padres de Rich le concertaron una cita con un terapeuta para el 3 de octubre y más tarde declararon: «Queríamos ayudarla y averiguar por qué quería hacerse daño».

### Los autores

#### Josh Bagwell
En el momento del asesinato de Rich, Joshua Luke Bagwell vivía con sus abuelos adinerados en Waurika. Bagwell, que había recibido seis coches nuevos, era descrito como «un snob» y un niño mimado. Indisciplinado en casa, el adolescente era reacio a cualquier tipo de disciplina fuera de ella: una vez arrestado por conducir bajo los efectos del alcohol, Bagwell exigió a su abogado y se resistió al arresto. Tanto Wood como Rich quedaron impresionados por los medios de Bagwell, hasta tal punto que ella coqueteó con él hasta conseguir un sitio en su Dodge Stealth blanco para el desfile de bienvenida a Waurika. En octubre de 1996, Bagwell era estudiante de último año en la Waurika High. A principios de 2002, se le describía como rubio, de 1,73 m de altura y 73 kg de peso.

#### Curtis Gambill
En el momento del asesinato de Rich, Curtis Allen Gambill, que había abandonado los estudios secundarios, vivía con su abuela Reda Robbins, de 64 años, en Terral (Oklahoma), a 32 km río abajo de Waurika. Bisnieto de Kate Rich (asesinada en la zona en 1982 por Henry Lee Lucas), Gambill era descrito como una persona «malvada [...] Siempre estaba causando problemas y todo el mundo sabía que era mejor mantenerse alejado de él». En 2002, Gambill fue descrito por las fuerzas del orden como «la persona más violenta que he conocido nunca, [...] Cuando estás cerca de él, literalmente sientes que estás en presencia del mal». En la escuela, Gambill obligaba a otros chicos a pelear entre ellos; en la comunidad, se creía que mataba ganado «por diversión». Gambill escapó de todos los centros de detención juvenil en los que estuvo encarcelado, fue internado brevemente en un hospital psiquiátrico a los diecisiete años y fue condenado por «porte ilegal de arma de fuego» el 13 de febrero de 1996 (recibiendo una sentencia suspendida de cinco años). A principios de 2002, se le describía como rubio, de 1,73 m de altura y 73 kg de peso.
Gambill era amigo de Bagwell debido a sus intereses comunes por las armas, la acampada, la pesca y «pasar el rato junto al río»; Gambill y Wood eran conocidos, ya que habían pasado un verano trabajando en campos de sandías. En los días previos a la desaparición de Rich, su abuela describió a Gambill como «melancólico» por el suicidio de su mejor amigo, Dennis Wayne Goss. Robbins dijo más tarde que Gambill «le había hecho algunos comentarios extraños sobre su difunto amigo: Dennis Wayne no se había suicidado, sino que había sido asesinado, y Curtis tenía la intención de averiguar quién lo había hecho». Cuando Robbins le contó a Gambill que habían encontrado el cuerpo de Rich, Gambill dijo: «Abuela, me importa un carajo esa niña».

#### Randy Wood
Randy Lee Wood y su madre pasaron su infancia mudándose por todo Oklahoma; en quinto curso, Wood asistió a tres escuelas diferentes. En 1996, Wood vivía con su madre soltera como una de las familias más pobres de Waurika; su pobreza era evidente para los demás habitantes de Waurika, ya que su casa de madera estaba salpicada de ventanas rotas. Wood comenzó a fumar cannabis en tercer grado, robándole los psicotrópicos a su madre. A pesar de estas desventajas, Wood se esforzó por mejorar. En la comunidad, a los demás habitantes de Waurika les caía bien por ser un «adolescente de voz suave y buenos modales» que vestía camisas Oxford y pantalones caqui, y caminaba una milla (1,6 km) hasta la escuela. Allí, era respetado por sus compañeros como capitán del equipo de fútbol americano de la escuela secundaria Waurika High.
En 1996, Wood era considerado un «chico grande y tonto», «un poco lento», y era adorado en toda la ciudad. La madre de Rich opinaba que era la condición de «desvalido» de Wood lo que atraía a su hija adolescente hacia él. Rich y Wood fueron pareja durante cinco meses, tiempo durante el cual asistían a la iglesia y simplemente «hablaban durante horas y horas». Wood llevaba a Rich en el Cadillac Fleetwood de su abuela y, en una ocasión, le dejó conducir mientras la llevaba a una cita con el ortodoncista en Duncan, Oklahoma. Aunque mantenían una relación íntima, nunca tuvieron relaciones sexuales y a menudo se les confundía con simples amigos. A Wood le molestaba que Rich coqueteara con otros y más tarde admitió que «la conocía, pero no como quería, […] no como debería». La noche después de que se encontrara el cuerpo de Rich, Wood fue coronado rey del baile de bienvenida por el instituto Waurika High School. Antes de su implicación en el asesinato de Heather Rich, Wood no tenía antecedentes penales.

## Desaparición y descubrimiento del cuerpo
El 2 de octubre, debido a una factura telefónica de larga distancia inasequible de 300 dólares estadounidenses, la madre de Rich le espetó a la adolescente: «Lo único que haces es costarme dinero». Rich luego le deseó buenas noches a su padre, ignorando a su madre. Luego, antes de medianoche, la joven salió discretamente por la ventana de su dormitorio para encontrarse con Josh Bagwell en su primera cita.
La mañana del 3 de octubre, el Departamento del Sheriff del condado de Jefferson no aceptó la denuncia de desaparición y dijo a sus padres que probablemente solo se había escapado temporalmente. Gail Rich no aceptó esa teoría porque su hija había dejado todas sus pertenencias. En vista de la dejadez de la policía, tomó la iniciativa y recorrió el pueblo preguntando a los vecinos por el paradero de su hija. Ese mismo día, le dieron la lista de ausentes del instituto Waurika High School; Randy Wood y Joshua Bagwell figuraban en ella. Cuando Rich se puso en contacto con Wood para preguntarle por Heather, él respondió rotundamente que no la había visto, diciendo que había estado «con Josh Bagwell toda la noche, hasta las seis de la mañana». Ausente debido a una suspensión de tres días, cuando la familia de Rich le preguntó, Bagwell se encogió de hombros y dijo que no la había visto en una semana. En los días siguientes, Gail y Duane Rich contrataron a un investigador privado y utilizaron sabuesos para buscar en los bosques alrededor de Waurika.
La tarde del 9 de octubre de 1996, un ganadero de Texas y su nieta encontraron el cuerpo de Rich flotando en Belknap Creek, un arroyo estancado del río Rojo del Sur, en el lado de Texas. Sin sus gafas, el ganadero supuso que se trataba de un ternero ahogado que venía de río arriba, por lo que disparó dos veces al cuerpo con su rifle calibre 22 para hundirlo. A la mañana siguiente, se dio cuenta de su error cuando el cuerpo de Rich seguía flotando en el arroyo. Las fuerzas del orden determinaron que la habían arrojado desde un puente de hormigón cercano, donde se había utilizado tierra para ocultar la sangre. El rostro de Rich era irreconocible debido a la herida de bala en la parte posterior de la cabeza; solo se la pudo identificar a las pocas horas gracias a su anillo de sello de oro y diamantes, regalo por su decimosexto cumpleaños. La adolescente había recibido nueve disparos (uno en la cabeza y ocho en la espalda) con una escopeta; su cuerpo estaba tan desfigurado que no se permitió a su familia verlo, y las fotos de la autopsia «más tarde harían retroceder a los miembros del jurado».

### Funeral

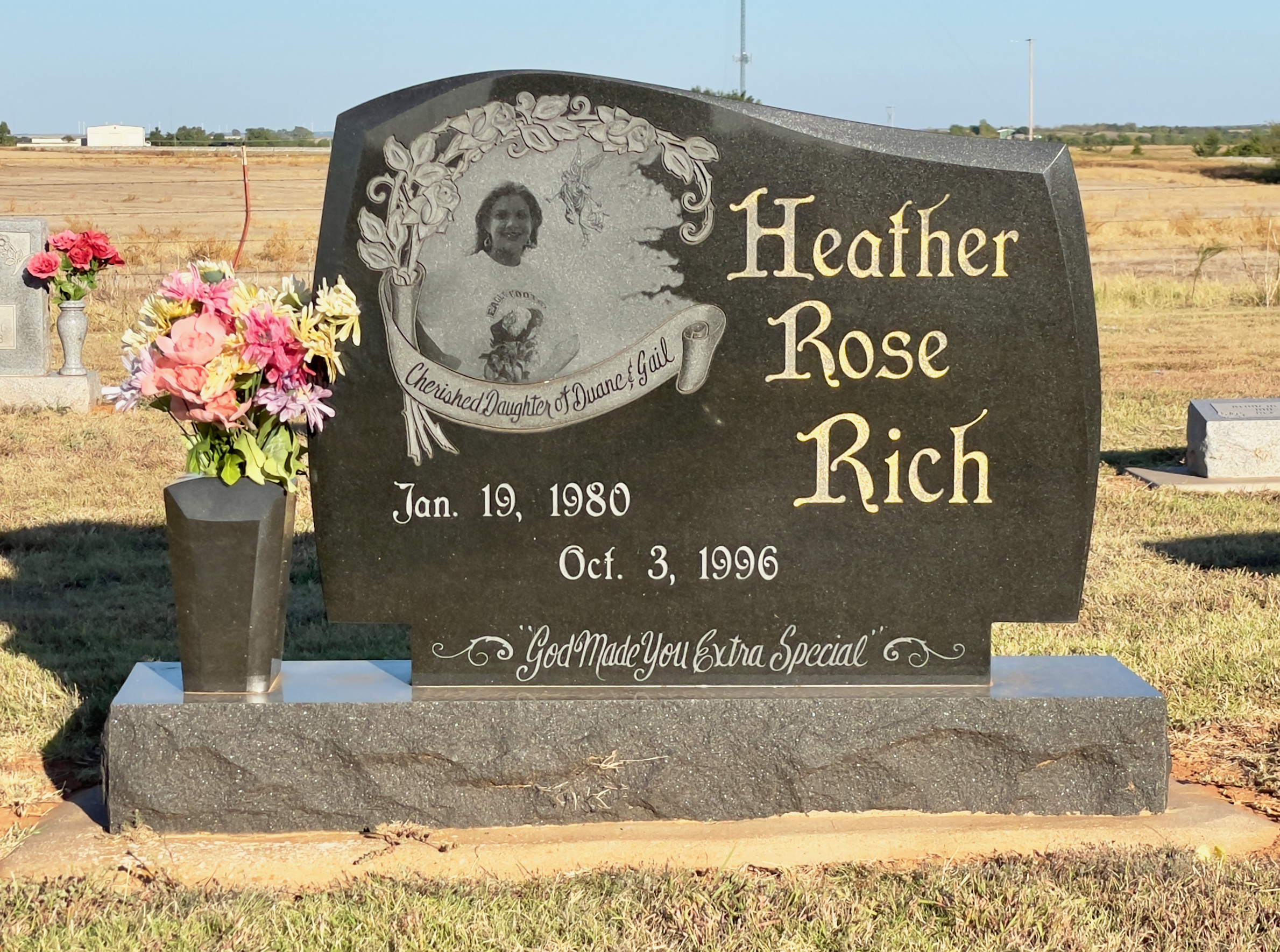
Lápida de Rich en Fletcher (Oklahoma).

El funeral de Rich se celebró el 14 de octubre en la iglesia Praise Assembly of God Church de Comanche (Oklahoma). Como la familia de Rich sospechaba que el autor del crimen no era un desconocido, no se permitió a nadie tocar su ataúd para que, tal y como prometió su madre, «quienquiera que le hubiera hecho esto nunca volviera a tocarla». Heather Rich fue enterrada en Fletcher (Oklahoma).

## Investigación
Los investigadores del condado de Montague (Texas) se unieron a los del condado de Jefferson (Oklahoma), al FBI y a la División de Rangers de Texas. El sheriff Chris Hamilton, del condado de Montague, fue uno de los veinte investigadores estatales y federales que trabajaron desde la estación de tren de Waurika para resolver el asesinato de Rich. Estos investigadores entrevistaron a más de un centenar de personas en los días posteriores al hallazgo del cuerpo de Rich, pero tras una semana apenas habían avanzado en la investigación. Sobre la negativa de los adolescentes locales a hablar con la policía y los investigadores, el sheriff Hamilton señaló que «allí había una cultura de fiesta y los chicos no querían delatar a nadie. Había un código de honor, una actitud de nosotros contra la policía». Muchas pistas se referían a la cultura de las drogas en Waurika, y una pista creíble decía que Rich se escapó de casa para asistir a una fiesta en la casa de Josh Bagwell, aunque Bagwell, Wood y Gambill negaron haberla visto allí.
Después de que la investigación tomara un rumbo equivocado hacia un traficante de metanfetamina cuya coartada resultó ser cierta, Lane Akin, de la División de Rangers de Texas, se centró en la pista que afirmaba que Rich se había escapado de casa la noche del 2 de octubre para asistir a la fiesta de Josh Bagwell. Aunque los tres chicos afirmaron que no habían visto a Rich mientras jugaban al dominó y bebían whisky toda la noche en casa de Josh, Akin creía que el comportamiento de Wood en ese momento indicaba algo más, o algo diferente: el rey del baile de Waurika High estaba ebrio la mayor parte del tiempo y, en una entrevista para un periódico, dio respuestas crípticas que alimentaron las sospechas de Akin.

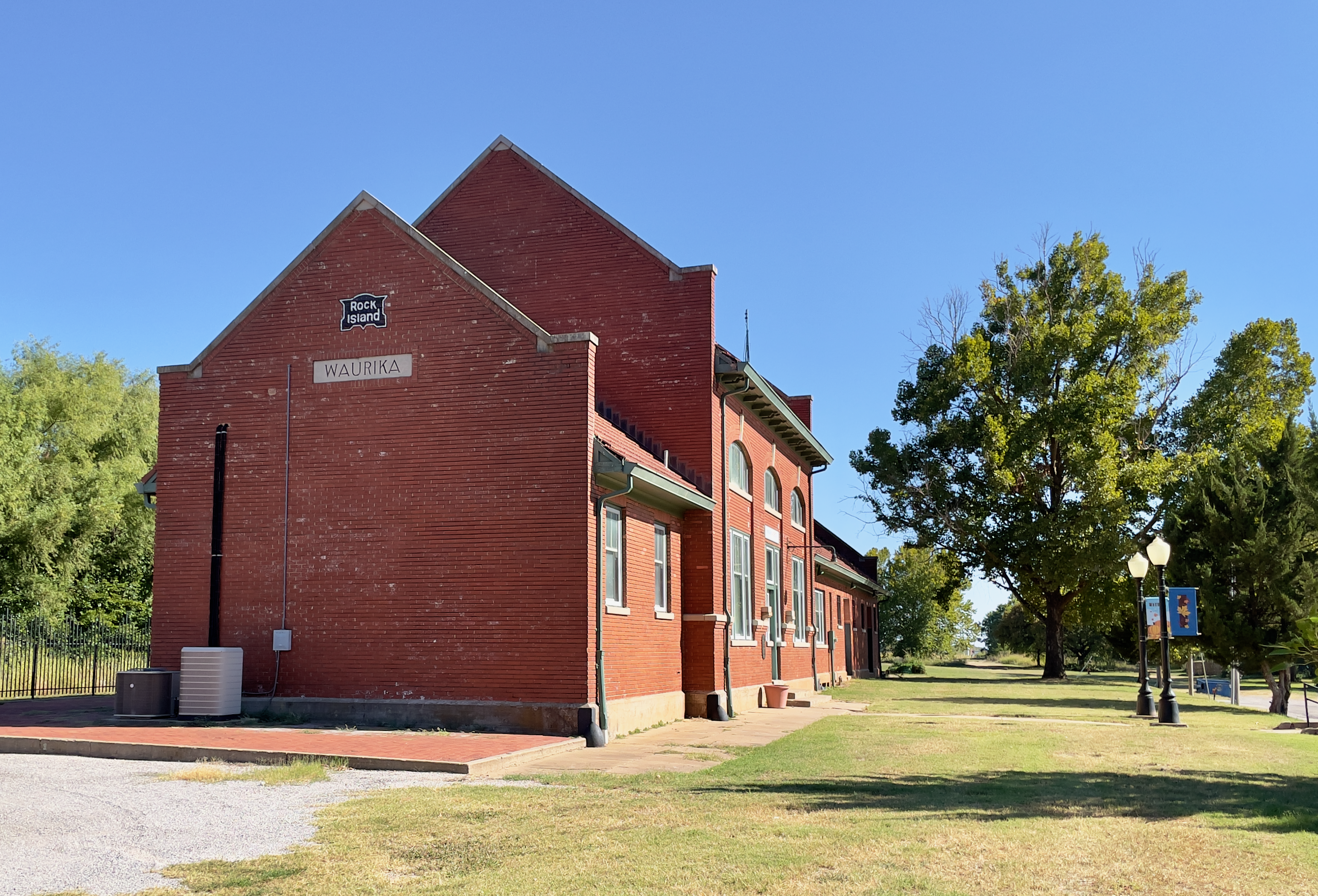
La ferretería (en la foto de 2022) donde Bagwell compró la munición de perdigones.

Las pruebas forenses determinaron que los perdigones y el relleno encontrados en el cuerpo de Rich «coincidían con munición Winchester 00, y que el arma homicida probable era una escopeta Mossberg M-9». Los investigadores también descubrieron que, con el permiso de la madre de Bagwell, el 1 de octubre Carolyn Beaver vendió a Bagwell y Gambill cuatro cajas de la misma munición de Beaver Hardware en Waurika, y que Gambill era propietario de una Mossberg M-9. Paul Smith era investigador de la oficina del fiscal del condado de Montague y, habiendo investigado anteriormente el asesinato de la bisabuela de Gambill, Smith intuyó que él y Akin debían entrevistar a Reda Robbins, que anteriormente no había cooperado con los investigadores. Tranquilizada por Smith, Robbins les habló a los hombres sobre «Old Blackie», la escopeta de calibre 12 O. F. Mossberg & Sons de Gambill, un arma de fuego que más tarde sería identificada como el arma homicida.

### Interrogatorios
Bagwell, Gambill y Wood fueron detenidos en la madrugada del 24 de octubre de 1996 y acusados formalmente de asesinato en primer grado en el condado de Montague el 25 de octubre.

#### Arresto de Bagwell
Akin ejecutó la orden de arresto contra Bagwell, encontrando al adolescente en su casa entre dos espadas, dos rifles de asalto (uno de ellos un SKS con bayoneta) y un libro sobre cómo fabricar bombas. Cuando el Ranger sugirió que el asesinato de Rich había causado insomnio al adolescente, Bagwell respondió: «Usted acaba de despertarme, [...] ¿Te parecía que tenía problemas para dormir?». De los tres sospechosos de asesinato, solo Josh Bagwell ejerció su derecho a guardar silencio y no prestó declaración a la policía, ni se sometió al polígrafo. Antes de ser juzgado por el asesinato de Rich, Bagwell se jactó ante sus amigos de que «no había pruebas suficientes para juzgarlo».

#### Versión de los hechos de Gambill
Cuando se le interrogó el 24 de octubre sobre la escopeta y la munición, Gambill dijo que eran para cazar y que podía demostrarlo. Sin embargo, después de llevar al FBI a una búsqueda inútil por los pastos en busca de casquillos usados, Gambill admitió la posibilidad de que estuviera involucrado en el asesinato de Rich.
Cuando Curtis Gambill fue interrogado, el guardabosques Akin diría más tarde que el adolescente «se mostró muy cooperativo y parecía disfrutar de la atención». Gambill afirmó que no conocía a Rich; le dijo a Akin que ella se había escapado de su casa para tener una cita con Josh Bagwell. Bagwell le dio alcohol a Rich hasta que se emborrachó, y los dos mantuvieron relaciones sexuales «durante un par de horas». Gambill dijo que después de que Rich comenzara a coquetear borracha con Wood y con él, iban a «tener sexo, pero ella se desmayó». Según Gambill, después de que Rich recuperara momentáneamente la conciencia, comenzara a llorar y gritar, y luego se desmayara de nuevo, fueron Bagwell y Wood quienes comenzaron a entrar en pánico por haber cometido una violación y un intento de violación (respectivamente). Wood supuestamente llevó a Rich, que estaba inconsciente, a la camioneta de Bagwell, le disparó después de llegar al puente de Belknap Creek y luego instigó el desecho de su cuerpo diciendo: «Tírenla al agua». Gambill describió el motivo de Wood como celos sexuales después de que Rich tuviera relaciones sexuales con Bagwell.
Akin creyó la mayor parte de lo que afirmó Gambill, aunque sospechaba que el propio adolescente era quien había disparado a Heather; por su parte, el fiscal del condado de Montague «nunca dio crédito al relato de Curtis». Ambos hombres citaron los antecedentes limpios de Wood, la propiedad de Gambill del arma homicida y el hecho de que solo Gambill conocía la ubicación de la escena del crimen en el condado de Montague. Cuando se le sometió a la prueba del polígrafo sobre su declaración, Gambill no la superó.

#### Versión de los hechos de Wood
Wood fue interrogado después de que Gambill lo implicara como el autor de los disparos. Gran parte de la declaración de Wood al sheriff Hamilton coincidía con lo que dijo Gambill. Wood añadió que Gambill violó a Rich mientras ella estaba inconsciente, pero afirmó que, aunque él estaba parcialmente desnudo en ese momento, él mismo no lo hizo. Wood también admitió haber vestido a Rich, que estaba inconsciente. Retomando la historia en el puente, Wood afirmó que, después de que Rich fuera sentada en la carretera, él volvió a subir al camión y se cubrió la cara con las manos. Bagwell y Gambill seguían fuera del camión cuando Wood oyó los disparos; «Cuando cesaron los disparos, levanté la vista y vi que Curtis tenía la escopeta». Tras seguir interrogándole, Wood admitió que había penetrado digitalmente a Rich, que estaba inconsciente, lo que constituye un acto de violación. La descripción de los hechos por parte de Wood superó la prueba del polígrafo.

## Juicios

### Gambill
Representado por el abogado Bruce Martin, de Wichita Falls (Texas), el juicio de Gambill comenzó el 2 de octubre de 1997 en Fort Worth, tras un cambio de jurisdicción desde el condado de Montague. Gambill, el primero en ser juzgado por el asesinato de Heather Rich, se benefició de las tácticas judiciales del fiscal del condado de Montague, Tim Cole. Al considerar que la condena de Gambill era más segura que la de Bagwell, y con la aprobación de la familia de Rich, Cole ofreció evitar la pena capital para Gambill a cambio de una declaración de culpabilidad y un testimonio contra Josh Bagwell. Se llegó a un acuerdo y Gambill se declaró culpable de asesinato. Durante el juicio, Gambill tuvo que ser reducido por nueve hombres cuando el adolescente redujo a un alguacil del tribunal. Según el Departamento de Justicia Criminal de Texas, Gambill fue condenado el 15 de octubre de 1997 a cadena perpetua y podrá solicitar la libertad condicional el 31 de octubre de 2026.
En enero de 2002, Curtis Gambill y Josh Bagwell fueron trasladados de la prisión estatal a la cárcel del condado de Montague para que Gambill pudiera ser juzgado por conspiración para cometer asesinato. El 16 de enero, Gambill fue condenado y sentenciado a una segunda cadena perpetua acumulativa.

### Bagwell
Mientras estaba en prisión preventiva, Joshua Bagwell se hizo tatuajes de supremacía blanca, intentó escapar, instigó un motín en la prisión, amenazó con asesinar a los funcionarios de prisiones y atacó a un agente de policía.
La fortuna de la familia de Bagwell le permitió contratar a costosos abogados defensores privados para su juicio: los abogados de Oklahoma John Zelbst y Barry Cousins, y un antiguo fiscal del condado de Montague, Jack McGaughey. Tras denegarse el cambio de jurisdicción por parte del juez de distrito Roger Towery, la selección del jurado comenzó el 3 de febrero de 1998 en el juzgado del condado de Montague, Texas (300 habitantes). Los abogados de Bagwell optaron por destacar los evidentes fallos de Rich para dar a entender que Bagwell «no podía violar a alguien que estaba dispuesto». Un antiguo editor del Waurika News-Democrat describió la defensa como «[hacerla] parecer la ramera de Babilonia»; la propia Gail Rich fue interrogada, obligándola a reconocer que su hija fumaba, era bulímica y consumía cannabis recreativo, y resumiendo todo ello con la pregunta: «Era su hija perfecta, pero no era del todo perfecta, ¿verdad?».
El fiscal del distrito Cole ya estaba preocupado por el juicio de Bagwell cuando tanto Gambill como Wood renegaron de sus acuerdos con la fiscalía. Sin embargo, mientras Gambill volvía a sus afirmaciones originales de que Wood era el asesino de Rich, Wood solo renunciaba a los beneficios de su acuerdo con la fiscalía para garantizar que su testimonio contra Bagwell no se considerara una reciprocidad. El 10 de febrero de 1998, en contra de la recomendación de su abogado, Wood se incriminó a sí mismo, renunciando a una pena garantizada de 40 años de prisión (con posibilidad de libertad condicional después de 30) a cambio de la posibilidad de la pena capital, todo ello para reforzar su testimonio contra Bagwell; Wood dijo: «Quería que todo el mundo supiera que estaba diciendo la verdad, [...] Se lo debía a Heather y a su familia». Al testificar para la acusación, Wood dijo que Bagwell no solo era plenamente consciente del plan para asesinar a Rich, sino que también la llevó al puente, lastró su cuerpo y ayudó a arrojarlo al arroyo.
El contrainterrogatorio de Zelbst fue descrito como implacable en sus intentos de presentar a Wood como «un asesino mentiroso, intrigante, drogadicto y celoso que estaba enfadado con Heather [Rich] por acostarse con sus compañeros de copas y luego rechazarlo gritando en sueños cuando él la acariciaba». Zelbst consiguió que Wood reconociera que Bagwell no había aceptado explícitamente matar a Rich, ni la había llevado en brazos esa noche. El fiscal Cole volvió a interrogar a Wood y sacó a relucir «los hechos legalmente significativos» del conocimiento de Bagwell de la intención de Gambill de matar, y la ayuda de Bagwell para deshacerse del cuerpo y ocultar la sangre de Rich en el puente.
El último testigo del 10 de febrero fue un policía militar que custodiaba a Gambill durante su estancia en 1992 en un centro de detención juvenil de Oklahoma. En un intento de la fiscalía por refutar la afirmación de Bagwell de que Wood era el autor de los disparos, se escuchó el testimonio de que, durante su encarcelamiento, Gambill supuestamente afirmó «que su «fantasía definitiva» era cometer un crimen que conmocionara a la nación». Su fantasía, según el testigo, era secuestrar y violar a una joven hermosa y luego «volarle la cabeza».
Bagwell subió al estrado el 11 de febrero. Descrito como si estuviera leyendo un guion, Bagwell refutó el testimonio de Wood. Según Bagwell, fue Wood quien mató inesperadamente a Rich, pero mientras Bagwell recordaba las primeras horas del 3 de octubre de 1996, en primera persona y en tiempo presente, se le escapó un error (el único): «Veo a Curtis... o, perdón, veo a Randy bajando el arma».
Tras más de siete horas de deliberación del jurado el 17 de febrero de 1998, Bagwell fue declarado culpable de asesinato capital y conspiración para cometer asesinato capital. El asesinato capital le valió a Bagwell una pena automática de cadena perpetua; por el cargo de conspiración, el jurado deliberó durante tres horas antes de recomendar una pena concurrente de 99 años debido a la brutalidad del crimen. También se le impuso una multa de 10 000 dólares por la condena por conspiración. La madre de Bagwell creía que Wood había recibido un «acuerdo secreto», acusó furiosamente al fiscal Cole de conducta indebida y culpó al jurado de «no seguir las instrucciones del juez». Zelbst dijo que apelaría la decisión del jurado y solicitaría un nuevo juicio.
El 22 de noviembre de 2000, se presentó una apelación ante el Segundo Tribunal de Apelaciones de Texas en nombre de Joshua Luke Bagwell. La apelación (una petición de [[habeas corpus[]]) argumentaba que, dado que Heather Rich estaba inconsciente cuando la llevaron a Belknap Creek, no podía moverse y, si no podía moverse, no tenía movimientos que restringir, y la restricción de la víctima es un componente integral del secuestro. Por lo tanto, dado que el Código Penal de Texas define el asesinato capital como «un nivel de asesinato que requiere un componente de secuestro», Bagwell no podía ser culpable del nivel de asesinato por el que fue condenado. La apelación culpaba a los abogados de Bagwell de 1998 por no haber demostrado esta incongruencia ante el tribunal y, por lo tanto, el encarcelamiento era una violación de sus derechos. La apelación fue rechazada el 31 de enero de 2001.
El 14 de abril de 2006, los abogados de Bagwell elevaron su apelación al Tribunal de Distrito de los Estados Unidos para el Distrito Norte de Texas. Al día siguiente, un juez magistrado de los Estados Unidos reconoció que, aunque Bagwell era un «cretino», la petición tenía mérito y sería considerada por el tribunal federal. En una entrevista con el Duncan Banner, y en sus garantías a los residentes del condado de Montague, el fiscal del condado dijo que «pase lo que pase a continuación, el señor Bagwell no va a salir de prisión». Para reforzar su declaración, el fiscal explicó que nunca había presentado la acusación contra Bagwell por fugarse de la custodia en 2002, «lo que podría hacerse si fuera necesario».

### Wood
Según informó The Victoria Advocate, el juicio original de Wood estaba previsto que comenzara en mayo de 1998, pero debido a que suscitó un gran interés en los medios de comunicación nacionales, se pospuso hasta ese otoño. Entre los medios de comunicación que acudieron en masa a Waurika (Oklahoma) y a la cercana Montague (Texas), se encontraban numerosas personalidades de la televisión y entrevistadores, Mike Cochran, de Associated Press, y Primetime Live, de ABC News. La madre de Bagwell se reunió con su hijo en la cárcel para una entrevista televisada, en la que alegó que su hijo de 19 años era víctima de una trampa; Randy Wood reiteró su testimonio anterior en la televisión nacional; y Gail Rich rechazó ofertas de entrevistas remuneradas después de que «los productores de Primetime Live [...] la convencieran de que no sensacionalizarían la historia».
Wood rechazó otro acuerdo con la fiscalía, negándose a decir que había asesinado a Rich. El fiscal del distrito Cole procesó a Wood por asesinato capital y consiguió que fuera condenado. Declarado culpable el 25 de agosto de 1998, Wood fue condenado automáticamente a cadena perpetua el 27 de agosto; podrá solicitar la libertad condicional el 20 de noviembre de 2036. Wood tenía la intención de apelar su condena y declaró al Times Record News: «Puedes buscarlo en el diccionario, y «asesinato» significa quitarle la vida a alguien, y yo no hice eso». Tanto Cole como la madre de Rich lamentan que Wood haya recibido una condena tan larga y lo describen como «el adolescente que, al final, encontró la fuerza de carácter para reconocer su crimen y pagó por ello muy caro».
Wood presentó un recurso ante el Segundo Tribunal de Apelación de Texas alegando que su abogado defensor había sido ineficaz, ya que no «solicitó una instrucción sobre el delito menor incluido de asesinato» y no se percató de que «el párrafo de aplicación del tribunal de primera instancia en la fase de culpabilidad-inocencia del juicio era erróneo». El 14 de octubre de 1999, el estado desestimó cada uno de los argumentos de Wood y reafirmó la conclusión del juicio.

## Hechos posteriores
En 1998, el padre de Rich presentó una demanda por homicidio culposo contra Carolyn Beaver y la ferretería, alegando que ella «entregó y/o vendió de forma negligente la munición a Bagwell y/o Gambill y que la negligencia de Beaver fue la causa inmediata de la muerte de Heather Rich». El Tribunal de Distrito de los Estados Unidos para el Distrito Oeste de Oklahoma denegó la moción de Rich para un fallo sumario parcial el 13 de mayo de 1999, alegando que el título 21, § 1272 del Estatuto de Oklahoma no definía la munición de escopeta como un arma ofensiva y que, por lo tanto, Beaver no violó el § 1273 al vendérsela a Bagwell. Ocho días después, el mismo tribunal estimó la moción de Beaver para obtener un fallo sumario, al considerar que «no había pruebas de que Beaver debiera haber previsto que Bagwell y Gambill utilizarían la munición para asesinar a Heather Rich y que el acto delictivo de asesinato fue la causa superveniente de la muerte de Heather Rich».
Rich apeló ante el Tribunal de Apelación del Décimo Circuito de los Estados Unidos, que coincidió con el tribunal de distrito y confirmó el fallo sumario del tribunal inferior el 3 de mayo de 2000.

### Fuga
Después de haber fracasado una vez en su intento de fugarse de la cárcel, Gambill le dijo a Cynthia McFadden en una entrevista en 1998 que seguiría intentándolo hasta que lo consiguiera: «Sí, esto no es nada... porque soy mentalmente fuerte, ¿entiendes lo que te digo? [...] No pueden mantenerme aquí para siempre».
En la madrugada del 28 de enero de 2002, Josh Bagwell, Curtis Gambill y otros dos reclusos (Charles Wilson Jordan y Chrystal Gale Soto) redujeron a dos carceleros y escaparon de la cárcel no certificada del condado de Montague, en el Geo Chevrolet Tracker 2001 de uno de los carceleros. Los cuatro asesinos eludieron a cientos de agentes de la ley de Texas, Oklahoma y federales durante nueve días antes de ser capturados en una gasolinera de Ardmore, Oklahoma, el 7 de febrero. Jordan y Soto fueron capturados fuera de la tienda sin incidentes. Bagwell y Gambill mantuvieron a raya a los agentes durante seis horas reteniendo como rehén al propietario de 70 años con un arma de fuego calibre 22 robada. Ambos se rindieron a las 4:30 horas tras negociar con agentes del FBI. Tras su captura, ambos hombres fueron recluidos en la cárcel del condado de Carter (Oklahoma). El 15 de agosto, los fiscales del condado de Carter desestimaron los cargos contra Bagwell y Gambill («secuestro, conspiración para cometer robo en primer grado, posesión ilegal de un arma de fuego, uso no autorizado de un vehículo motorizado y ser fugitivo de la justicia») sin perjuicio, citando el complicado proceso de extradición a Oklahoma para ser juzgados.
En febrero de 2002, la madre de Bagwell (Twana «Cherese» Smith) buscó al hermano de Joshua Gambill (Rick Gambill) para que la ayudara a facilitar la nueva fuga de los dos delincuentes. Después de que la antigua fiscal de Lawton (Oklahoma) pidiera a Rick Gambill «armas de fuego, teléfonos móviles y mapas para ayudar a los dos delincuentes tras su fuga planeada» de la cárcel del condado de Carter, Rick Gambill acudió a la policía y cooperó con ella para recabar pruebas. La policía frustró el intento de Smith, en su calidad de abogada de Bagwell, de pasar de contrabando hojas de sierra, ocultas dentro de dos biblias, a Bagwell y Gambill. Mientras aún estaba bajo vigilancia policial, Smith salió de la cárcel, compró más hojas en un Walmart, las envolvió en un globo y logró pasarlas a escondidas ante los funcionarios de la prisión, que creyeron que las había escondido dentro de «una cavidad corporal». Smith fue detenida en Terral (Oklahoma) el 27 de febrero de 2002, y el 28 de febrero fue acusada de «conspiración para cometer un delito grave y uso de un arma de fuego durante la comisión de un delito grave»; la fianza se fijó en 200 000 dólares. El 16 de agosto, Smith se declaró culpable de conspiración para ayudar en una fuga y conspiración para cometer un delito grave con un arma de fuego; fue condenada a 20 años de prisión, con doce años de suspensión.

### Investigación de Goss
Una semana antes del asesinato de Rich, Goss, un buen amigo de Gambill, murió en lo que parecía un suicidio con un arma de fuego. A principios de la década de 2000, el entonces sheriff del condado de Jefferson (Oklahoma), Stan Barnes, reabrió el caso Goss. Entre las razones de Barnes se encontraban la falta de coincidencia entre el casquillo y el relleno encontrados, así como el hecho de que Goss le hubiera dicho a su padre en 1996 que «temía por su vida». Barnes y gran parte de Waurika creían que había una conexión entre las dos muertes y que Rich podría haber sido testigo. La Oficina del Médico Forense Jefe de Oklahoma cambió posteriormente la causa oficial de la muerte de Goss de suicidio a «desconocida».

### Reconsideración para Wood
Denise Horner, prima de Randy Wood, inició una campaña a finales de la década de 2000 para que se le conmutara la pena. En marzo de 2014, el entonces gobernador de Texas, Rick Perry, solo había conmutado una pena de muerte en sus más de trece años en el cargo. Además, antes de que cualquier solicitud de conmutación pudiera enviarse a Austin para su consideración, dos de los tres funcionarios electos actuales del condado de Montague («el fiscal del distrito en funciones, el juez de distrito y el sheriff») tendrían que aprobar la iniciativa, al igual que la Junta de Indultos y Libertad Condicional de Texas.
Arrepentido de no haber juzgado a Wood por el delito menor de conspiración para cometer asesinato capital en 1998, Tim Cole accedió a ayudar a Horner. Jack McGaughey, conocido del nuevo fiscal del condado de Montague, se mostró reacio a considerar la propuesta cuando Cole se dirigió a él en 2010. McGaughey expresó los mismos sentimientos a Horner en 2011 y se lo comunicó a su abogada por escrito: «No estoy dispuesto a recomendarlo, [...] Tras consultar con el sheriff y el juez de distrito, tengo entendido que ellos tampoco están dispuestos a recomendar una reducción de la pena».
En octubre de 2016, Wood se casó con Larissa Huia, una mujer de Auckland (Nueva Zelanda) que vio por primera vez a Wood en un documental televisivo en 2014. «Horrorizada» por la larga condena de Wood, Huia se sintió impulsada a «escribirle y decirle que hay una persona en el mundo que no cree que sea una mala persona». En agosto de 2018, la esposa de Wood estaba presionando para que se derogaran las leyes estatales que permitían juzgar a los menores como adultos. Ella le dijo al sitio web Stuff: «Aunque mi motivación es Randy [Wood], esto no se trata de una sola persona. Se trata de unos 1700 reclusos en Texas que fueron encarcelados cuando eran menores de edad y condenados a penas de prisión que nunca se verían en Nueva Zelanda, ni siquiera para adultos».